# Gravitacijska sklopitvena konstanta
Gravitacijska sklopitvena konstanta (oznake {\displaystyle \alpha _{\kappa }\!\,}, {\displaystyle \alpha _{\rm {G}}\!\,} ali {\displaystyle \alpha _{\rm {g}}\!\,}) je v fiziki sklopitvena konstanta, ki določa gravitacijsko interakcijo med dvema nabitima osnovnima delcema z neničelno maso. {\displaystyle \alpha _{\kappa }\!\,} je osnovna fizikalna konstanta in brezrazsežna količina, tako da se pri izbiri različnih merskih enot njena vrednost ne spreminja.

## Definicija
{\displaystyle \alpha _{\kappa }\!\,} se lahko definira s pomočjo poljubnega para nabitih osnovnih delcev, ki sta stabilna in dobro poznana. Zgleda za to sta par elektronov, protonov ali par elektrona in protona. Če se privzame dva elektrona, je najboljša trenutna ocena za njeno vrednost:
{\displaystyle \alpha _{\kappa }={\frac {\kappa m_{\rm {e}}^{2}}{\hbar c}}=\left({\frac {m_{\rm {e}}}{m_{\rm {P}}}}\right)^{2}\approx 1,7518\cdot 10^{-45}\,\,,}
kjer je:
- {\displaystyle \kappa \!\,} – gravitacijska konstanta,
- {\displaystyle m_{\rm {e}}\!\,} – masa elektrona,
- {\displaystyle c\,\!} – hitrost svetlobe v vakuumu,
- {\displaystyle \hbar \!\,} – reducirana Planckova konstanta,
- {\displaystyle m_{\rm {P}}\!\,} – Planckova masa.

## Meritve in merilna negotovost
Ni znan način za neposredno merjenje {\displaystyle \alpha _{\kappa }\!\,}. Odbor CODATA ne objavlja ocen njene vrednosti. Zgornja vrednost je izračunana iz vrednosti CODATA za {\displaystyle m_{\rm {e}}\!\,} in {\displaystyle m_{\rm {P}}\!\,}. Vrednosti za {\displaystyle m_{\rm {e}}\!\,} in {\displaystyle \hbar \!\,} je znana na 1/20.000.000 točno, vrednost {\displaystyle m_{\rm {P}}\,} pa le na 1/20.000, večinoma zaradi tega, ker je gravitacijska konstanta {\displaystyle \kappa \!\,} znana le na 1/10.000 točno. Tako je znana {\displaystyle \alpha _{\kappa }\!\,} le na štiri decimalke točno. Konstanto fine strukture na primer lahko meri neposredno prek kvantnega Hallovega pojava s točnostjo, ki presega milijardinko. Tudi meter in sekunda sta sedaj definirana na način, da ima c točno vrednost po definiciji. Tako je točnost {\displaystyle \alpha _{\kappa }\!\,} odvisna le od točnosti vrednosti za {\displaystyle \kappa \!\,}, {\displaystyle \hbar \!\,} in {\displaystyle m_{\rm {e}}\!\,}

## Sorodne definicije

### Prvo Reesovo število
Razmerje med konstanto fine strukture in gravitacijsko sklopitveno konstanto je znano kot eno od šestih Reesovih števil in je zapisano v obliki z maso protona {\displaystyle m_{\rm {p}}}:
{\displaystyle N={\frac {\alpha }{\mu ^{2}\alpha _{\kappa }}}={\frac {\hbar c}{\kappa m_{\rm {e}}^{2}}}{\frac {e_{0}^{2}}{4\pi \varepsilon _{0}\hbar c}}={\frac {e_{0}^{2}}{4\pi \varepsilon _{0}\kappa m_{\rm {p}}^{2}}}\approx 123,5\cdot 10^{34}\,\,,}
kjer je:
- {\displaystyle e_{0}\!\,} – osnovni naboj,
- {\displaystyle \varepsilon _{0}\!\,} – influenčna konstanta,
- {\displaystyle \mu \!\,} – razmerje mas protona in elektrona.

V obliki z maso elektrona podaja razmerje med velikostjo električne privlačne sile in gravitacijske sile med elektronoma:
{\displaystyle {\frac {\alpha }{\alpha _{\kappa }}}\equiv {\frac {F_{\rm {e}}}{F_{\rm {g}}}}={\frac {e_{0}^{2}}{4\pi \varepsilon _{0}\kappa m_{\rm {e}}^{2}}}\approx 416,6\cdot 10^{40}\,\,.}
V Eddingtonovi knjigi Nove poti v znanosti (New Pathways in Science) je zapisano razmerje z maso elektrona in protona:
{\displaystyle {\frac {\alpha }{\mu \alpha _{\kappa }}}={\frac {e_{0}^{2}}{4\pi \varepsilon _{0}\kappa m_{\rm {e}}m_{\rm {p}}}}\approx 226,9\cdot 10^{37}\,\,.}